# Ledge
 (mars 2024).
Si vous disposez d'ouvrages ou d'articles de référence ou si vous connaissez des sites web de qualité traitant du thème abordé ici, merci de compléter l'article en donnant les références utiles à sa vérifiabilité et en les liant à la section « Notes et références ».

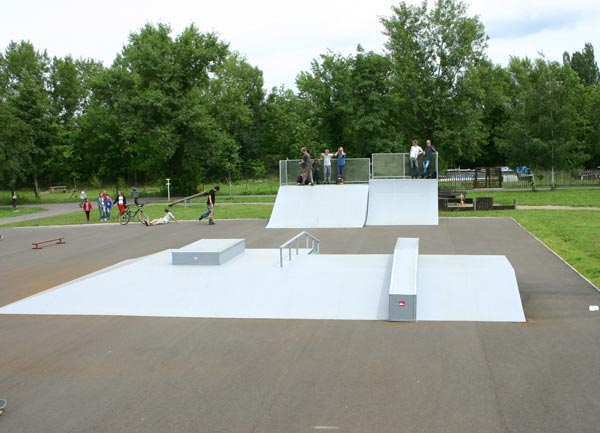
Un ledge de skatepark, au premier plan à droite du rail. À sa gauche, un curb.

Pour les skateboarders, un ledge (signifiant "rebord") est une catégorie particulière de mobilier urbain ou de module de skatepark, au même titre qu'un plan incliné (ou "bank" en anglais) réfère à un certain type d'architecture urbaine. On considère généralement un ledge comme étant l'équivalent d'un curb mais incliné, c’est-à-dire en pente afin de faciliter le slide ou le grind.
On emploie parfois le terme de "Hubba" pour désigner un ledge imposant, faisant ainsi référence aux mythiques ledges de San Francisco surnommés "Hubba Hideout" par les locaux de l'EMB. Ce surnom, que l'on peut traduire par "cachette à crack", désigne en fait l'endroit où se situaient ces ledges et où les clochards et les fumeurs de crack venaient pour consommer leur drogue à l'abri des regards.